# 天津春节习俗
天津春节习俗又称“天津年俗”，是指天津市在中国农历春节期间的社会风俗习惯。由于天津卫自明代设立以来逐渐形成一个“人杂五方”的移民城市，因此天津的春节习俗融合了中国南北方的新春习俗特点，并在融合过程中逐渐形成自己的特点。

## 时段
天津春节的时段广义上是指从农历腊月初八腊八节开始，一直到二月初二龙抬头结束。天津民间有“没出正月就算过年”的说法。但狭义上讲，天津春節当天僅指大年三十和正月初一。

## 风俗特点

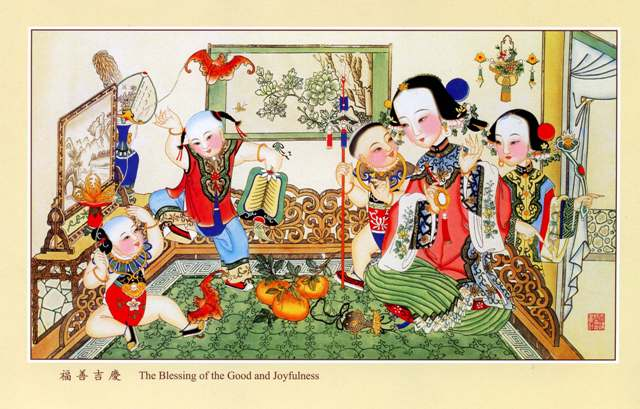
体现天津人过年的杨柳青年画

天津的年俗最主要的价值取向就是“阖家欢乐”，其社会意义是保证宗法社会下父系家庭的团圆。农历腊月初八的腊八节在天津称为“腊八儿”，许多天津人在这天喝腊八粥并用醋泡大蒜，从而为正月准备腊八蒜和腊八醋。从腊月十五开始，天津的年货摊贩要“上全街（gāi）”，就是各商店把年货全部上齐，把所有吃喝玩乐的商品都摆上贩卖。天津的年货市场主要集中在在天津天后宫为中心的宫南、宫北大街，也就是今天的古文化街一带。“二十三，灶王爷上天，二十四，扫房子，二十五，糊窗户；二十六，顿大肉；二十七，宰公鸡；二十八，白面发；二十九，贴对子。”的天津俗语也体现了年前天津人民准备过年的特点，在一般的天津民居，人们往往换上新的杨柳青年画、擦玻璃、收拾屋子、贴好红春联、“倒有”和“倒福”、红剪纸“挂千”、贴“吊钱儿”等等。其中，吊钱儿是一种用彩纸或者红纸剪刻成的图案，天津人民将其贴在门窗的玻璃或者横棱上，每家每户贴上的吊钱儿必须要到农历正月初五那天才能损坏，否则就会暗示一年不顺利。此外，鞭炮和焰火基本上也贯穿整个正月。腊月二十三在天津民俗里是灶王爷升天的日子，家家户户要买糖瓜儿并等到夜里十二点祭祀灶王爷。大年三十，天津各家各户往往摆上供品供奉神佛，当天夜里，把家中所有灯火点明，父系家庭的一家欢聚一堂吃团圆饭，之后的一夜不能睡觉，灯火亮到天明，天津人称之为“守岁”，天津年俗里，这一夜禁止扫地、倒水、用剪刀，说“破”、“坏”、“没”、“死”、“光”、“鬼”、“杀”、“病”、“输”、“穷”、“没有了”和“少了”等不吉利的话语，大年初一天津人习惯一早出门走亲访友，俗称拜年，在送年礼方面，天津人讲究送整盆不剪枝的腊梅、海棠和迎春花。另外在这一天，每家每户的米缸不能空着，如果空着就寓意一年之中有断炊之虞。而且在这天还禁止洒水、扫地、倒垃圾等行为，因为天津人往往将水、土视为“财气”，将垃圾、粪便看做“肥水”，洒水、扫地、倒垃圾会把“财气”扫走。正月初五不能到别人家拜年，这天家家都包饺子，剁小人，捏小人嘴；正月十六晚上要一家人出去遛遛弯儿，这叫遛百病，为的是新年不生病。大年初二，天津有“回娘家”的传统。正月初五天津人称为“破五”。这一天，每家每户要吃饺子，并且在切菜的时候，菜板要剁得叮咚响，暗示剁“小人”。正月十五上元节，天津人称其为“灯节”，这一天每家每户除了吃汤圆外，还要供奉给神仙和佛祖面制的刺猬和老鼠，灯节前后，天津城内各商铺从正月十三日至正月十七日张灯五日。正月二十四晚上，天津农村的各家各户还要在自家的院内或屋内的地上用白粉画出小囤和小梯子，在他们上面放粮食和铜钱，寓意来年物丰粮丰。除此之外，天津人还讲究正月里不能理发、看病、吃药、打孩子。

## 饮食习俗
春节期间，天津的饮食习俗有独特而又普遍的特点。天津人称农历腊月初八为“腊八儿”，并有喝腊八粥、吃腊八蒜和腌制腊八醋的习俗。此外。“二十三，糖瓜粘；二十五，冻豆腐；二十六，顿大肉；二十七，宰公鸡；二十八，白麵发”的谚语也体现了天津在腊月的饮食风俗。大年三十这一天的夜里要做传统的天津风味素馅儿饺子，饺子馅包括香干，油条，豆芽菜，白菜等，最重要的是要有红色的粉皮，和馅使用酱豆腐（腐乳），麻酱等，风味别具一格。饺子做成后用黄纸盖上，等到午夜二十四点来吃。在包饺子之前有的天津家庭按“南礼儿”还有一顿年夜饭，年夜饭中要有鸡和鱼，取自谐音“吉庆有余”，年夜饭的米饭下通常藏有一个荸荠，寓意元宝。年菜以辣白菜、烩蚕豆瓣、辣豆等为主。在大年三十当天要剩下留在正月吃。此外在大年三十这一天，人们有吃红果糖葫芦的习俗，用来表示来年吉祥，已婚未生子的女人们还要吃枣和栗子，取其谐音“早立子”。谚语：“初一饺子，初二面，初三合子往家转”体现了在初一和初三这三天中天津家庭中的饮食习惯。农历正月初四一些天津家庭通常食用烙饼卷鸡蛋。正月初五，天津年俗中又有“破五吃饺子，捏小人嘴”的习惯，以喻示新一年的吉祥顺利。正月十五元宵节这一天，天津家庭和全国各地风俗普遍相同以吃元宵为主。正月二十五在天津为填仓节，谚语：“填仓填仓，干饭鱼汤。”体现了这一天天津人民吃米饭熬鱼的习俗。